# Ruben Studdard

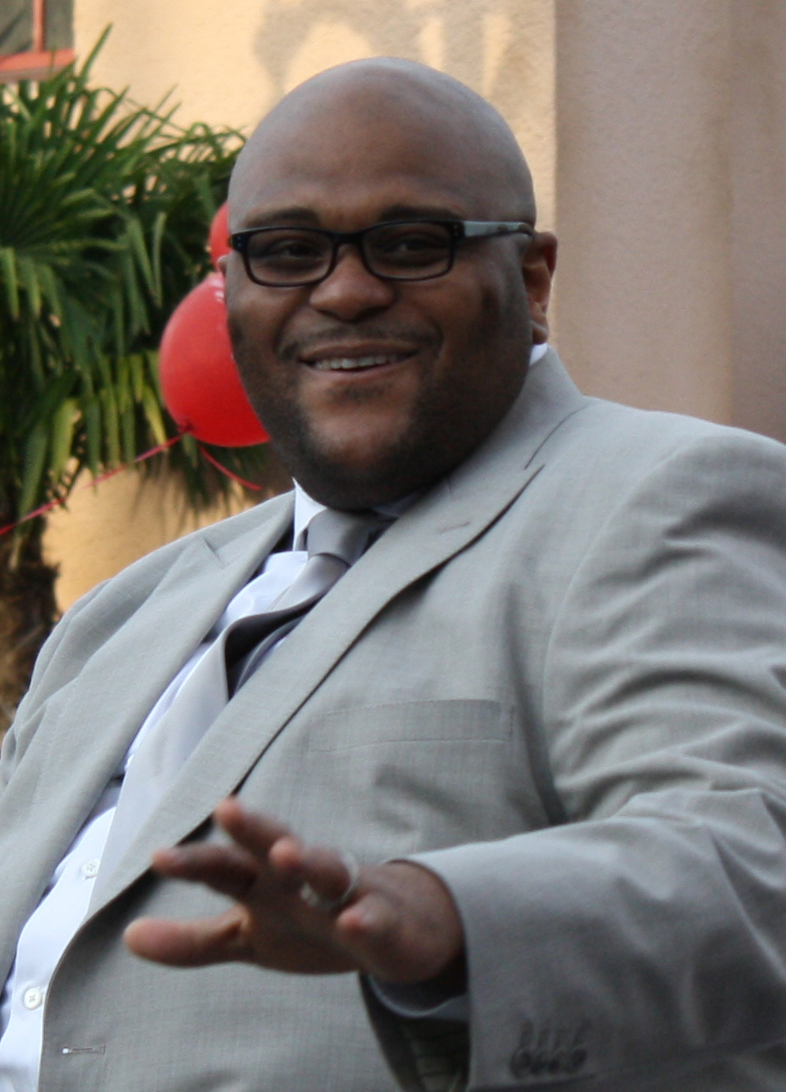
Rubben Studdard

Christopher Ruben Studdard, mais conhecido como Ruben Studdard (Frankfurt am Main, 12 de setembro de 1978), é um cantor americano de pop, R&B e gospel. Tornou-se famoso ao ganhar a segunda temporada do programa de televisão estadunidense American Idol, recebendo uma nomeação à melhor performance vocal masculina de R&B do Grammy Awards em dezembro de 2003.
Fez uma aparição na parte final do filme Scooby-Doo 2: Monstros à Solta, onde está cantando numa festa da Mistério S/A.

## Discografia

### Álbuns de estúdio
- Soulful (2003)
- I Need an Angel (2004)
- The Return (2006)
- Love Is (2009)
- Letters from Birmingham (2012)

### Singles
- "Flying Without Wings" (2003)
- "Superstar" (2003)
- "Sorry 2004" (2004)
- "What If" (2004)
- "I Need an Angel" (2004)
- "Change Me" (2006)
- "Make Ya Feel Beatiful" (2007)
- "Celebrate Me Home" (2008)
- "Together" (2009)
- "Don't Make 'Em Like U No More" (2009)